# اعتراف به زندگی
اعتراف به زندگی (اسپانیایی: Confieso que he vivido‎) خودزندگینامهٔ پابلو نرودا، شاعر اهل شیلی است. این کتاب در ایران با نام «خاطرات من» و ترجمه هوشنگ پیرنظر منتشر شده است.